# جون نايت
جون نايت (بالإنجليزية: John Knight (judge))‏ (و. 1871 – 1955 م) هو محام، وقاض، وسياسي من الولايات المتحدة الأمريكية .
وهو عضو في الحزب الجمهوري .